# Referendum na Węgrzech w 1989 roku
Referendum na Węgrzech w 1989 roku odbyło się 26 listopada. Głosujący mieli zdecydować, czy prezydent powinien zostać wybrany po wyborach parlamentarnych, czy organizacje powiązane z Węgierską Socjalistyczną Partią Robotniczą powinny być mieć zakaz działania w miejscach pracy, czy należy rozliczyć partię z nieruchomości posiadanych przez nią lub pozostających pod jej zarządem i czy należy rozwiązać milicję. Odpowiedź na wszystkie 4 pytania była twierdząca. Na pierwsze pytanie pozytywnej odpowiedzi udzieliło 50,1% uczestników. Liczba odpowiedzi tak na pozostałe 3 pytania wynosiła około 95%. Frekwencja wyborcza wyniosła 58,0%.

## Wyniki

### Pytanie I
Czy wybór prezydenta powinien zostać dokonany po wyborach parlamentarnych?
| Opcje                   | Głosy     | %    |
| ----------------------- | --------- | ---- |
| Za                      | 2 145 023 | 50,1 |
| Przeciw                 | 2 138 619 | 49,9 |
| Głosy nieważne/puste    | 242 630   | –    |
| Suma                    | 4 526 602 | 100  |
| uprawnieni/frekwencja   | 7 799 059 | 58,0 |
| źródło: Nohlen & Stöver |           |      |

### Pytanie II
Czy organizacje związane z Węgierską Socjalistyczną Partią Robotniczą powinny mieć zakaz działania w miejscach pracy?
| Opcje                   | Głosy     | %    |
| ----------------------- | --------- | ---- |
| Za                      | 4 088 383 | 95,1 |
| Przeciw                 | 208 474   | 4,9  |
| Głosy nieważne/puste    | 229 412   | –    |
| Suma                    | 4 526 602 | 100  |
| uprawnieni/frekwencja   | 7 799 059 | 58,0 |
| źródło: Nohlen & Stöver |           |      |

### Pytanie III
Czy należy rozliczyć Węgierską Socjalistyczną Partię Robotników z posiadanego majątku?
| Opcje                   | Głosy     | %    |
| ----------------------- | --------- | ---- |
| Za                      | 4 101 413 | 95,4 |
| Przeciw                 | 198 987   | 4,6  |
| Głosy nieważne/puste    | 225 872   | –    |
| Total                   | 4 526 602 | 100  |
| uprawnieni/frekwencja   | 7 799 059 | 58,0 |
| źródło: Nohlen & Stöver |           |      |

### Pytanie IV
Czy milicja powinna być zlikwidowana?
| Opcje                   | Głosy     | %    |
| ----------------------- | --------- | ---- |
| Za                      | 4 054 977 | 94,9 |
| Przeciw                 | 216 551   | 5,1  |
| Głosy nieważne/puste    | 254 744   | –    |
| Suma                    | 4 526 602 | 100  |
| uprawnieni/frekwencja   | 7 799 059 | 58,0 |
| źródło: Nohlen & Stöver |           |      |